# Каланчак (притока Олешні)
Каланчак — річка в Україні, у Сумському районі Сумської області. Ліва притока Олешні (басейн Дніпра).

## Опис
Довжина річки приблизно 4,5 км.

## Розташування
Бере початок на південному заході від Іволжанського. Тече переважно на південний захід понад Радьківкою і в Стецьківці впадає у річку Олешню, праву притоку Псла. 
Поруч з річкою пролягає автомобільна дорога Н07.